# Ацифилла
Ацифилла (лат. Aciphylla, от лат. acicula — игла и др.-греч. φύλλον — лист) — род растений семейства Зонтичные (Apiaceae), распространённый в Новой Зеландии и на юго-востоке Австралии.

## Ботаническое описание
Двудомные многолетние травянистые растения. Стебли полые с млечным соком. Листья собраны в розетку, 1—4-перистосложные, реже пальчатосложные или простые, часто жёсткие и заострённые.
Прицветники и прицветнички колючие. Пестичные цветки со стаминодиями. Лепестки от белого до желтоватого цвета, с масляным канальцем посередине. Плоды от узко продолговатых до эллиптических; с 2—5 ребрами, каждое с одним масляным канальцем. Хромосомное число 2n = 22.

## Виды
Род включает 46 видов:
- Aciphylla anomala Allan
- Aciphylla aurea W.R.B.Oliv. — Ацифилла золотистая
- Aciphylla cartilaginea Petrie
- Aciphylla colensoi Hook.f.
- Aciphylla congesta Cheeseman
- Aciphylla crenulata J.B.Armstr.
- Aciphylla crosby-smithii Petrie
- Aciphylla cuthbertiana Petrie
- Aciphylla dieffenbachii (F.Muell.) Kirk
- Aciphylla dissecta (Kirk) W.R.B.Oliv.
- Aciphylla divisa Cheeseman
- Aciphylla dobsonii Hook.f.
- Aciphylla ferox W.R.B.Oliv.
- Aciphylla flexuosa W.R.B.Oliv.
- Aciphylla glacialis (F.Muell.) Benth.
- Aciphylla glaucescens W.R.B.Oliv.
- Aciphylla gracilis W.R.B.Oliv.
- Aciphylla hectori Buchanan
- Aciphylla hookeri Kirk
- Aciphylla horrida W.R.B.Oliv. — Ацифилла ужасная
- Aciphylla indurata Cheeseman
- Aciphylla inermis W.R.B.Oliv.
- Aciphylla kirkii Buchanan
- Aciphylla latibracteata W.R.B.Oliv.
- Aciphylla lecomtei J.W.Dawson
- Aciphylla leighii Allan
- Aciphylla lyallii Hook.f.
- Aciphylla monroi Hook.f.
- Aciphylla montana J.B.Armstr.
- Aciphylla multisecta Cheeseman
- Aciphylla pinnatifida Petrie
- Aciphylla polita (Kirk) Cheeseman
- Aciphylla poppelwellii Petrie
- Aciphylla scott-thomsonii Cockayne & Allan
- Aciphylla similis Cheeseman
- Aciphylla simplex Petrie
- Aciphylla simplicifolia (F.Muell.) Benth.
- Aciphylla spedenii Cheeseman
- Aciphylla squarrosa J.R.Forst. & G.Forst. typus
- Aciphylla stannensis J.W.Dawson
- Aciphylla subflabellata W.R.B.Oliv.
- Aciphylla takahea W.R.B.Oliv.
- Aciphylla traillii Kirk
- Aciphylla traversii (F.Muell.) Hook.f.
- Aciphylla trifoliolata Petrie
- Aciphylla verticillata W.R.B.Oliv.